# Vico d'Elsa
Vico d'Elsa è una frazione del comune di Barberino Tavarnelle.

## Storia
Vico d'Elsa è un agglomerato urbano di origine medievale situato in posizione strategica su una collina che controlla la media Val d'Elsa. Essendo posto nei pressi della via Francigena godette di una notevole importanza nel medioevo.
Tuttora conserva il nucleo originario medievale a forma ellittica, consta di due vie parallele e due piazze poste ai capi opposti dell'abitato. Le due vie si ricongiungono nei presse delle porte del borgo, oggi non più esistenti.
All'epoca della guerra che si combatté tra Firenze e Semifonte nel 1202, Vico d'Elsa fu una delle principali alleate di quest'ultima. Nel castello di Vico si tennero gli incontri diplomatici tra i Semifontesi e gli ambasciatori di San Gimignano per preparare la controffensiva nei confronti dei Fiorentini ma la trattativa naufragò. Caduta Semifonte anche Vico d'Elsa entrò a far parte della Repubblica fiorentina.

## Monumenti e luoghi d'interesse
- Chiesa di Sant'Andrea

Della chiesa esistono notizie fin dal 1329 ma è stata completamente ricostruita nel 1934. All'interno conserva alcune pregevoli opere d'arte.
- Chiesa di San Michele e del Santo Salvatore

La chiesa situata all'ingresso del borgo è stata trasformata in rimessa di una vicina fattoria.
- Cappella di San Michele

La cappella è di proprietà della famiglia Guicciardini ed è un tipico esempio di cappella rinascimentale. La cappella presenta un'unica navata priva di elementi decorativi. Sopra il portone d'ingresso c'è uno stemma gentilizio.
- Chiesa di San Bernardo

Si tratta di una costruzione gotica di notevole interesse architettonico ed è in piazza Torrigiani.
- Villa Guicciardini di Vico, ristrutturata nel corso dei secoli XVIII e XIX.
  - Cappella Brancadoro-Majnoni-Guicciardini: situata all'interno della villa, è visitabile su prenotazione. È un esempio di cappella barocca con al suo interno affreschi di Giovanni da San Giovanni.

- Fattoria Torrigiani

Antica villa cinque-settecentesca, già importante centro di attività agricole
- Villa Torrigiani di Valdigelata

Villa ai margini del borgo, circondata da un parco, realizzata tra il 1890 e il 1896 e affrescata da Galileo Chini.